# ズー タイクーン
『ズー タイクーン』(Microsoft Zoo Tycoon)は、2001年にマイクロソフトが発売した動物園経営シミュレーションゲーム。日本では2002年3月1日に発売され、2003年10月17日には『ズー タイクーン コンプリート エディション』（以下CE）の名で、拡張パック2種類を含むパッケージが発売された。2013年にはXbox 360及びXbox One版が発売されている。
更に、2004年には続編である『ズー タイクーン 2』(Microsoft Zoo Tycoon 2)が発売された。いずれもニンテンドーDSへ移植されており、本稿ではこれら続編及び移植版も含めて記述する。

## ズー タイクーン

### 概要
40種以上の動物、175種類以上の施設が用意されている。ユーザーメイドアイテムの導入も可能。発売から4ヶ月の間、公式サイト上で毎月一種類の追加アイテムのダウンロードサービスが実施された。

### 拡張パック
アメリカでは2種類の拡張パックが発売され、その拡張パックとズー タイクーン本体をセットにしたものがCEである。
日本では拡張パックのみの販売は行われていない。

#### Dinosaur Digs
この拡張パックを導入することで、ティラノサウルスやトリケラトプスに代表される恐竜を動物園で飼育することが可能になる。

#### Marine Mania
イルカやシャチの水生動物を購入し、ショーをすることが出来る。屋外水族園を作ることが可能。

### コンプリート エディション
オリジナルから約80種増加した全119種類の動物を購入可能。これには拡張パックで追加された動物だけでなく、CEで新たに追加されたものも含む。更に施設やアトラクションの数は約500種類にまで及ぶ。

### ニンテンドーDS版
開発はTHQが手掛け、日本ではセガから発売された。日本版には『動物園をつくろう!』というサブタイトルがつく。ゲームプレイ、グラフックスは1作目と似ているが地形がグリッド形式でPC、Mac版のように他の地形とスムーズい合わせない。動物、オブジェクトは1作目と同じ。
チュートリアル/シナリオ、フリーモード、2つのプレイオプションがあり、チュートリアル/シナリオモードでは決められた目標によって多数のミニゲームの難易度が変わる。フリーフォームでは時間無制限、目標も特にない動物園をプレイヤーが作れる。
本作は悪い混在したレビューを受け、GameRankingsでは平均44.96%、Metacriticは44/100で「一般的に好ましくないレビュー」と判定された。GameSpotのグレッグ・ミュラーはグラフィックスに否定的で「（ゲーム中の）50匹の動物のうちほんの一部のだけが実際のはっきりした見た目になっている。あなたは自然ではない同じ茶色のブロブが2、3あるアニメーションのフレームを繰り返しているのを何度も見ることになる」と述べた。ミュラーは音楽とサウンドエフェクトがほぼ完全に欠如している批判、「あなたはこのゲームを黙々とミュートでプレイすることができる。他の従業員の掃除によるノイズに惑わされるかもしれないがあなたもほうきでノイズを起こすことができる。これは偶然にもプレイするほど楽しいだろう」ともした。IGNのダン・アダムスも強く嫌って絶望的な彼の言葉でレビューが始まり、自らに死の警告を送りながら「殺して、私は死にたいだけ。Zoo Tycoon DSは私の目から生き残る意志を吸い取り、苦しい手によって私に何も残さず、私はこの醜いゲームを最後に見たときのことを思い出せず、多くの欠陥がある」とした。Nintendo Powerは最も肯定的なレビューでニンテンドーDSで「Zoo Tycoonの体験を忠実に再現」するゲームだと賞賛した。
ファミ通クロスレビューでは6、6、5、7の24点。レビュアーは「動物園の設計や動物や客を伺いながらする経営に自由度が深い」「動物の種類が多彩」とした一方「動物がアップで見れないのは拍子抜けで動作やグラフィックに改善の余地あり」「カーソル移動、タッチ操作がうまくいかずストレスを溜める」「枠や道の設置がタッチ操作でできない」「題材からして低年齢向けのチュートリアルが欲しかった」とした他、ゲーム進行に必要な情報について来園者などの声を聞けるようにしてほしかった者と理解するまではやや難解だがヒントが便利ですぐわかるとした者で分かれた。
イギリスでは少なくとも30万本売り上げ、Entertainment and Leisure Software Publishers Association（ELSPA）から「Platinum」販売賞を受賞した。

## Xbox 360・Xbox One版
アメリカでは同時に発売されたが、日本ではXbox One版がXbox 360版より遅れて発売となった。Xbox One版ではXbox 360版にない動物が追加収録されたほか、KinectやXbox Liveのオンライン協力プレイ、Skypeなどに対応する。また2017年10月31日には完全版としてZootycoon:Ultimate AnimalがXbox Liveで配信される予定。

## ズー タイクーン 2

### 概要
日本では2004年12月10日に発売された続編。30種類の動物と60を超える建物や地形を選択可能。前作との最も大きな違いはグラフィックがフル3Dになったことである。これによりプレイヤー自身が飼育員として動物たちの世話をしたり、来園者の視点から園内を自由に散策できるようになった。
アメリカでは4種類の拡張パック及び、ソフト本体に拡張パックをセットした“ズーキーパー・コレクション”と“アルティメット・コレクション”が発売されている。

### 拡張パック
- Endangered Species
- African Adventure
- Marine Mania
- Extinct Animals

### ニンテンドーDS版
DSワイヤレスプレイによる2人対戦やフリーモードで作ったデータの交換に対応する。